# Чихачов Микола Миколайович
Микола  Чихачов (1860 — після 1917) — київський віце-губернатор (1906 —1910), голова Київського клубу російських націоналістів  член IV Державної думи від Київської губернії. 

## Життєпис
Православний. Походив із дворян Тамбовської губернії. Землевласник Київської губернії (316 десятин). 
Закінчив фізико-математичний факультет Московського університету та юридичний факультет Петербурзького університету зі ступенем кандидата прав. 
Обирався гласним Тамбовського губернського земства. У 1890  вступив на службу до Міністерства внутрішніх справ та призначений в. о. правителя канцелярії Естляндського губернатора.  Перебував радником губернського правління. У 1891 переведений неодмінним членом Таврійського губернського скликання із земських і міських справ. 
У 1906—1910 обіймав посаду Київського віце-губернатора.  1911 — відряджений в розпорядження Київського, Подільського, Волинського генерал-губернатора для сприяння в проведенні земської реформи в Південно-Західному краї . Надалі перебував чиновником особливих доручень при міністрі внутрішніх справ. Обирався Київським повітовим маршалком шляхти (1912—1917). Дослужився до чину дійсного статського радника (1912). 
У 1912 — після смерті В. Є. Чернова, очолив Київський клуб російських націоналістів. Жовтень 1912 —  обраний членом Державної думи від Київської губернії. Входив до фракції російських націоналістів і помірно-правих (ФНУП), після її розколу в серпні 1915 — в групу прогресивних націоналістів. Був  доповідачем бюджетної комісії, членом комісій: зі складання проєкту "всеподданнейшего адреса", за запитами, бюджетної, з перетворення поліції в імперії, зі змін статуту про пенсії та одноразові посібники, з міських справ. 
Під час Лютневої революції був у Києві, 1 березня брав участь у нараді, що ухвалила утворення при міській управі Комітету громадських організацій. Виконуючи постанову Київського виконкому об'єднаних громадських організацій, посадив під домашній арешт генерала Миколу Іванова. 17 березня вийшов зі складу групи. 
Подальша доля невідома. Був одружений. 

## Нагороди
- Орден Святого Станіслава 2-й ст. (1897)
- Орден Святої Анни 2-й ст. (1903)
- Орден Святого Володимира 4-го ступеня. (1905)
- Орден Святого Володимира 3-го ст. (1914)
- сербський Орден Святого Сави 2-го ступеня (1912).